# Pevestorf
Pevestorf est un quartier de la commune de Höhbeck, dans le Land de Basse-Saxe.

## Géographie
Le village se trouve directement sur l'Elbe qui coule au nord et sur l'élévation du Höhbeck. Le lac de Restorf s'étend au sud.

## Histoire
Pevestorf se situe dans la zone de peuplement sur l'élévation du Höhbeck, utilisée comme lieu de peuplement et de sépulture pendant plus de 2 000 ans, du début de l'âge de pierre au début de l'âge du fer. C'est le résultat de fouilles sur le site archéologique de Pevestorf sur le Hasenberg à la périphérie sud de Pevestorf, que le Musée de Basse-Saxe a réalisées dans les années 1960. En 1961, lors de la construction d'un immeuble résidentiel à Pevestorf, une découverte accidentelle de l'âge de pierre est faite. Les fouilles permettent de découvrir des plans d'étage de maisons de plusieurs périodes préhistoriques, dont une maison-halle de 23 m de long. Entre autres choses, les découvertes ont révélé des liens avec la culture de Walternienburg-Bernburg.
Le 1er juillet 1972, Pevestorf est incorporée à Höhbeck.

## Source, notes et références
- (de) Cet article est partiellement ou en totalité issu de l’article de Wikipédia en allemand intitulé « Pevestorf » (voir la liste des auteurs).

1. ↑  (de) Statistisches Bundesamt, Historisches Gemeindeverzeichnis für die Bundesrepublik Deutschland. Namens-, Grenz- und Schlüsselnummernänderungen bei Gemeinden, Kreisen und Regierungsbezirken vom 27.5.1970 bis 31.12.1982, 1983 (ISBN 3-17-003263-1)